# Dujmov Dragomir
Dujmov Dragomir (szerbül: Драгомир Дујмов) (Szentes, 1963.március 17. –) magyarországi szerb nemzetiségű író, költő és műfordító.

## Életrajz
Gyermekkorát a Baja környéki Katymáron töltötte. A családi szájhagyomány szerint ősei 1687-ben a hercegovinai Mosztár városából menekültek a török elől Magyarországra, illetve a Bácskába. A budapesti Szerbhorvát Gimnázium elvégzése után az újvidéki Bölcsészettudományi Egyetem Jugoszláv Irodalmak és Szerb Nyelv Karán végzett 1989-ben. Ekkor hazatért és 1989 óta a budapesti Szerb Gimnáziumban tanít.
Dujmov Dragomir a magyarországi szerb irodalom egyik legtermékenyebb képviselője. Eleinte verseket írt, majd a próza felé fordult.
A Srpske narodne novine, a hazai szerb nyelvű hetilap megjelenésétől kezdve (1991. májusa) a Neven című gyermekrovatot szerkeszti. Dujmov Dragomir a Magyarországi Szerb Színház tagja.
2004-től a Jakov Ignjatović Alapítvány Kuratóriumának elnöke.
Dujmov Dragomir a Szerbiai Írók Egyesületének és a Vajdasági Írók Egyesületének tagja.

## Művei

### Verseskötet
- Sunce se nebom bori (Az éggel viaskodó nap) (Budapest, 1992) ISBN 963 04 2419 3
- Nemir boja (Nyughatatlan színek) (Budapest, 1997) ISBN 963 8197 08 0
- Meridijani (Távoli világok) (Budapest, 2000) ISBN 963 03 9866 4

### Novelláskötet
- Zgužvano doba (Gyűrött idők) (Budapest, 2001) ISBN 963 008595 X
- Prevoznik tajni (Titkok hordozója) (Budapest, 2005) ISBN 963 216 455 5
- Budimske priče (Budai mesék) (Budapest, 2007) ISBN 978 963 06 3980 4

### Regény
- Beli putevi (Fehér utak) (Budapest, 2000) ISBN 963 00 5203 2
- Voz savesti (A lelkiismeret vonata) (Budapest, 2005) ISBN 963 219 449 7
- Voz savesti (A lelkiismeret vonata) (második, javított kiadás) (Budapest, 2009) ISBN 978 963 87632 2 8 http://snnovine.com/viewer/2016/24/pdfs/sm01.pdf
- Voz savesti (A lelkiismeret vonata) (harmadik kiadás) (Budapest, 2018) ISBN 978 615 81048 0 7
- Raskršće (Válaszúton) (Budapest, 2006) ISBN 963 06 0778 6
- Vreme mesečarenja (Holdkórosság ideje) (Budapest, 2014) ISBN 978 963 08 8670 3
- Ogledalo od zelenog jaspisa (A zöld jáspistükör) (Budapest, 2015) ISBN 978 963 12 1762 9
- Sablja u jeziku (A karddal átszúrt nyelv) (Budapest, 2016) ISBN 978 963 12 4766 4
- Ábrándok vonata (Venclovics Műhely, Budapest, 2016. Fordította: Sády Erzsébet) ISBN 978 615 80436 2 5
- Jesejevo stablo (Jessze fája) (Budapest, 2017) ISBN 978 963 12 8403 4
- Pod nebom boje purpura (A bíborszínű ég alatt) (Budapest, 2018) ISBN 978 615 00 1449 4
- Kad na nebu zacari uštap (A telihold ideje) (Budapest, 2020) ISBN 978 615 00 9645 2

### Esszé
- Čuvar peštanskog kandila (A pesti mécses őrzője) (Budapest, 2005) - esszék Vujicsics Sztojánról ISBN 963 217 614 6

### Rockopera
- Pastir vukova - Sveti Sava (Farkasok pásztora - Szent Száva) (Budapest, 1994) - librettó

### Tanulmány
- Zaboravljeni srpski listovi u Budimpesti - Feledésbe merült budapesti szerb napilapok (Budapest, 2007) - (kétnyelvű kiadás) ISBN 978 963 06 3981 1
- Santovački letopis sa dopunom - Hercegszántói krónika (Budapest, 2010) ISBN 978 963 87632 6 6
- Hram Svetog Velikomučenika Georgija u Budimpešti - Szent György Nagyvértanú templom, Budapest (Budapest, 2011)(Társszerző: Zoran Ostojić) ISBN 978 963 08 3081 2
- Budimpeštom srpski znamen - Budapesti szerb nevezetességek (Budapest, 2012) ISBN 978 963 08 3600 5
- Budimpeštom srpski znamen - Budapesti szerb nevezetességek (Budapest, 2017) (második kiadás) ISBN 978 963 12 8776 9
- "Baranjski glasnik" - "Baranyai Közlöny" (Budapest, 2018) ISBN 978 615 81048 1 4

### Műfordítás
- Fridrich Dürrenmatt: Kralj Jovan (János király) (Budapest, 1995)
- Nagy Ignác: Izbori (Tisztujítás) (Budapest, 1997)
- Hunyady Sándor: Procvetale su već trešnje (Feketeszárú cseresznye) (Budapest, 1998)

## Irodalmi díjak
- A Jakov Ignjatović Alapítvány Díja (Budapest, 2003)
- Rastko Petrović Díj (Belgrád, 2006) - a Matica iseljenika Srbije Díja